# Ken Jennings

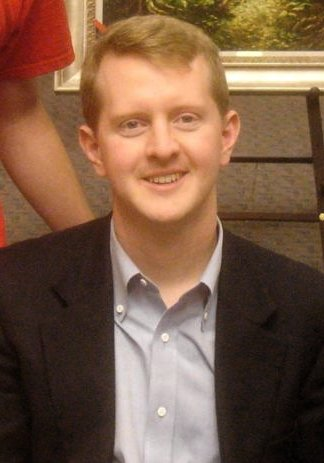
Ken Jennings

 Kenneth Wayne „Ken“ Jennings III (* 23. Mai 1974 in Edmonds, Washington) ist ein US-amerikanischer Quizprofi und Fernsehmoderator. 2004 wurde er in den USA zum Star, als er spektakuläre 74-mal in Folge in der Quizsendung Jeopardy! siegreich blieb. Nach dem Tod des langjährigen Jeopardy!-Moderators Alex Trebek übernahm er 2021 – zunächst im Wechsel mit Mayim Bialik, seit 2023 allein – die Moderation der Sendung.

## Leben
Ken Jennings lebte von 1981 bis 1992 in Seoul und von 1992 bis 1996 in Singapur, wo sein Vater bei verschiedenen Firmen arbeitete. Er erlangte einen Abschluss in Informatik und Englisch der Brigham Young University (BYU). Als Mitglied der Kirche Jesu Christi der Heiligen der Letzten Tage verbrachte er von 1993 bis 1995 einen zweijährigen Missionarsaufenthalt in Madrid.
Während seiner Teilnahme an Jeopardy war er als Software-Ingenieur bei einer Firma in Salt Lake City angestellt. Mittlerweile lebt er mit seiner Frau und seinen beiden Kindern in der Nähe von Seattle.

## Jeopardy!
Schon vor seiner Teilnahme an Jeopardy war Jennings ein begeisterter Quizspieler und -zuschauer. Die erste Sendung mit ihm wurde am 2. Juni 2004 im amerikanischen Fernsehen ausgestrahlt. Er gewann die darauf folgenden 73 Sendungen, wobei er nur neunmal bei der Finalfrage keinen sicheren Vorsprung – d. h. bei geschicktem Einsatz stand sein Sieg bereits fest – hatte. Am 30. November 2004 endete seine Siegesserie. Er beantwortete während der Sendung zwei Daily Doubles falsch und verlor über $ 10.000, sodass er vor der Finalrunde zum zehnten Mal keinen komfortablen Vorsprung hatte. Die Finalfrage beantwortete Jennings im Gegensatz zu seiner Kontrahentin falsch und schied aus. Während seiner Siegesserie lagen die Einschaltquoten für Jeopardy um 22 % höher.
Ein Mehrjahresfinale verlor er gegen Brad Rutter, der dadurch einen höheren Jeopardy-Gesamtgewinn als Jennings verbuchen konnte. Durch mehrere Teilnahmen an anderen US-amerikanischen Spielshows hält Jennings wiederum den Rekord für den höchsten im Fernsehen selbst erspielten Gesamtgewinn (3.623.414,29 Dollar) vor seinem Rivalen (Stand 2010 vor dem Watson-Match).
Mitte Februar 2011 trat er bei Jeopardy gemeinsam mit Brad Rutter gegen das Künstliche-Intelligenz-Programm Watson von IBM an; Watson gewann diesen Wettkampf deutlich.
Nach dem Tod des langjährigen Moderators Alex Trebek übernahm Jennings zunächst vorläufig die Moderation von Jeopardy. Jennings moderierte die ersten sieben Wochen nach der Wiederaufnahme der Aufzeichnung drei Wochen nach Trebeks Tod (ausgestrahlt vom 11. Januar bis 19. Februar 2021) und wurde im September 2021 als Moderator im Wechsel mit Mayim Bialik benannt. Die reguläre Sendung wurde von Jennings moderiert, Sonderausgaben von Bialik. Nachdem Bialik 2023 ausschied, übernahm Jennings die alleinige Moderation der Sendung.

## Weitere Aktivitäten
Jennings hat drei Bücher geschrieben. Das erste Buch, Brainiac: Adventures in the Curious, Competitive, Compulsive World of Trivia Buffs, erschien 2006 und beschreibt seine Erfahrungen bei Jeopardy. Sein zweites Buch, Ken Jennings's Trivia Almanac: 8,888 Questions in 365 Days, aus dem Jahr 2008 ist eine Zusammenstellung von Fragen zum Allgemeinwissen. Sein drittes Buch Maphead: Charting the Wide, Weird World of Geography Wonks erschien 2011. Das 2013 erschienene Buch Because I Said So!: The Truth Behind the Myths, Tales, and Warnings Every Generation Passes Down to Its Kids  richtet sich speziell an Kinder. Seit 2017 betreibt Jennings zusammen mit John Roderick den Podcast Omnibus, in dem sie wöchentlich obskure Themen besprechen.
Er ist ein häufiger Gast in amerikanischen Quizsendungen, u. a. als Experte in Who Wants to Be a Millionaire? oder als Kandidat in 1 vs. 100 und Are You Smarter Than a 5th Grader?. Ab Januar 2021 war er, neben den ebenfalls durch Jeopardy bekannt gewordenen Brad Rutter und James Holzhauer, als einer der „Chasers“ (Jäger) in der US-Ausgabe der britischen Quizshow The Chase (entspricht dem deutschen Gefragt – Gejagt) zu sehen. Nach zwei Staffeln verließ er The Chase 2022 wieder.

## Schriften
- Brainiac: Adventures in the Curious, Competitive, Compulsive World of Trivia Buffs. Villard Books, New York, 2006, ISBN 1-4000-6445-7.
- Ken Jennings’s Trivia Almanac: 8,888 Questions in 365 Days. Villard Books, New York, 2008, ISBN 0-345-49997-2.
- Maphead: Charting the Wide, Weird World of Geography Wonks. Scribner, New York, 2011, ISBN 978-1-4391-6717-5.
- Because I Said So!: The Truth Behind the Myths, Tales, and Warnings Every Generation Passes Down to Its Kids. Scribner, New York, 2013, ISBN 978-1-4767-0696-2